# Sussex Pond Pudding

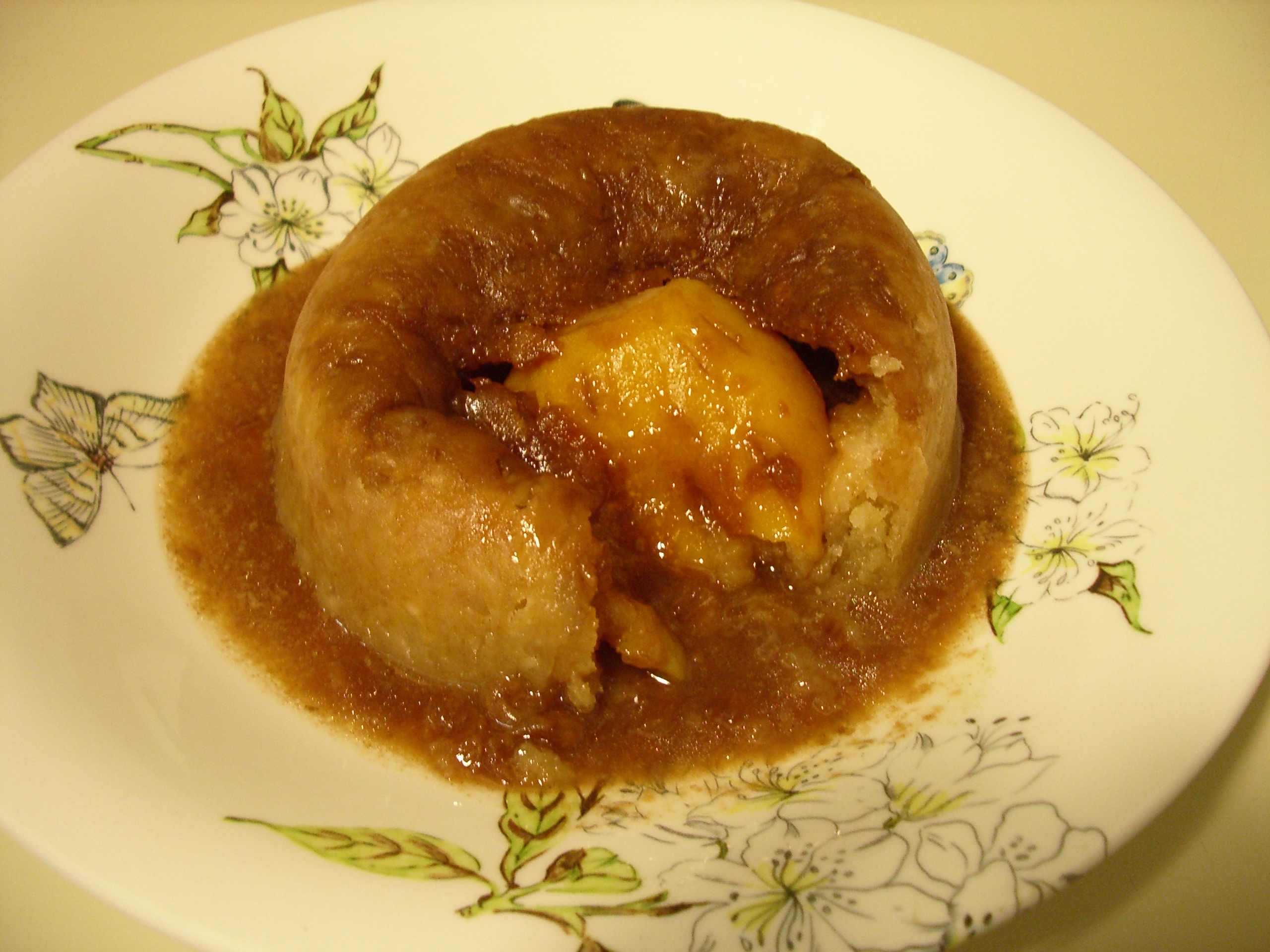
Sussex Pond Pudding

Sussex Pond Pudding ist ein traditioneller Pudding der englischen Küche, speziell aus der südlichen Grafschaft Sussex, mit einer typischen Zitrone in der Mitte.
Pond Pudding bedeutet auf Deutsch etwa Teich- oder Tümpel-Pudding und wird so genannt, weil er eine große Menge Butter in der Mitte hat, die beim Garen des Puddings schmilzt und die Masse aufweicht. Die ursprüngliche Version des Puddings beschrieb William Ellis 1750 (unter dem Namen "Sussex pudding"); Sie wurde aus Mehl, Milch, Eiern und etwas Butter hergestellt. Im Laufe der Zeit veränderte sich das Rezept: mehr Butter wurde in die Masse gegeben, sodass er wie ein Teich schmolz. Der Pudding war ungesüßt und wurde auch mit Fleisch serviert. Später wurde der Puddingmasse Zucker, Backpulver sowie Nierentalg beigefügt. Als weitere kuriose Neuerung kam eine Zitrone hinzu, welche in die Mitte des "Teiches" gelegt wurde. Eine dünnschalige Zitrone wurde rundum eingestochen, damit der Saft heraussickern konnte, um die Masse zu würzen; aber manchmal ließ man sie ungelocht, sodass sie beim Kochen explodierte, das hieß dann "lemon bomb" (Zitronenbombe). Beim Anschneiden quoll dann eine Zitronensoße aus dem Teiggehäuse.

## Varianten
Eine andere Zubereitungsart ist der "kentish well pudding" (Kent'sche Brunnen-Pudding), in der Grafschaft Kent bekannt und statt der Zitrone mit Trockenfrüchten (z. B. Rosinen) gefüllt ist.
Ein anderer Name für Pond-Pudding in Sussex war "Black-eyed Susan" (schwarzäugige Susanne), mit einer Füllung aus Rosinen oder Pflaumen.